# Opuha (rivière)
La rivière Opuha  (en anglais : Opuha River) est un cours d’eau de la région de Canterbury dans l’Île du Sud de la Nouvelle-Zélande.

## Géographie
C’est un affluent du fleuve Opihi et ses deux branches s’écoulent vers le sud-est sur 35 km avant de rejoindre le fleuve Opihi, qui est plus large, entre les villes de Geraldine et de Fairlie.
D’importantes chutes de pluie en 1997, ont causé l’effondrement du barrage  Opuha durant sa construction sur le cours de la rivière.